# Il sangue non è acqua
Il sangue non è acqua (The Zebra Striped-Hearse), è un romanzo giallo del 1962 dello scrittore statunitense Ross Macdonald.
Il libro è risultato finalista all'Edgar Award (1963) per il miglior romanzo.

## Trama
L'ex colonnello Mark Blackwell incarica l'investigatore privato Lew Archer di indagare sul nuovo fidanzato di sua figlia Harriet Blackwell. L'ex colonnello è del parere che il vero scopo di Burke Damis sia quello di mettere le mani sui soldi di sua figlia che, tra poco, erediterà. Harriet ha conosciuto Burke quando è stata a Chapala, una località del Messico. Ecco il motivo per cui Mark Blackwell ha bisogno di un investigatore privato, vuole che indaghi sulla vita privata di Burke per conoscere il suo passato. Harriet è decisa a sposare Burke, nonostante l'opposizione netta di suo padre.
Per una pura coincidenza Harriet scopre le intenzioni del padre e si infuria tantissimo. Prende una decisione d'istinto, scappa con il suo fidanzato. Lew Archer esamima l'appartamento che Harriet e Burke occupavano prima di fuggire e lì scopre che sono stati bruciati tutti i documenti che dovevano esserci, visto che trova il camino pieno di cenere. Nonostante tutto riesce a trovare una busta. La busta è una di quelle usate dalle compagnie aeree per conservare i biglietti aerei. Il nome scritto sulla busta è Q. R. Simpson. Forse il vero nome di Burke Damis è Q. R. Simpson.
Grazie ad un amico, Archer scopre che Quincy Ralph Simpson è scomparso da circa due mesi. È sua moglie che ne ha dichiarato la scomparsa. Lew Archer si decide e va a trovare la signora Simpson. Mentre sta facendo alcune domande alla signora, lei riceve una telefonata. Un poliziotto gli comunica che è stato ritrovato il cadavere di suo marito. Il poliziotto, il sergente Leonard, spiega le circostanze, fortunose, del ritrovamento, ma non si tratta di Burk Damis.
Attraverso la compagnia aerea Lew Archer riesce a capire che Burke è entrato negli Stati Uniti sotto falso nome, e cioè con il nome di Quincy Ralph Simpson. Non c'è soluzione, se Lew Archer vuole capire chi è veramente Burke Damis deve partire per il Messico. Intanto viene a sapere da Wesley Leonard che Quincy Ralph Simpson è stato assassinato con un colpo al cuore.
Come mai Burke Damis ha usato il nome di Quincy Ralph Simpson per attraversare il confine tra gli Stati Uniti e il Messico? Questa è una bella domanda e una possibile risposta è che Burke Damis sia l'omicida di Quincy Ralph Simpson. Quando Lew Archer arriva in Messico non perde tempo e si mette immediatamente ad indagare sul passato di Burke. Riesce a parlare con la signora Pauline Hatchen, la madre di Harriet che risiede da tempo in Messico. Riesce a parlare anche con tutti quelli con cui Burke Damis ha avuto contatti.
Dalle indagini che svolge, Lew Archer, viene a conoscenza di alcuni particolari importanti, tra cui il vero nome di Burke Damis. Il suo vero nome è Bruce Campion ed è ricercato per l'omicidio di sua moglie Dolly. Lew Archer riferisce tutti questi fatti a Mark Blackwell che in un momento d'ira lo licenza.
Isobel viene a sapere che Mark ha licenziato Lew Archer e lo riassume. Visto che Harriet è in un vero guaio c'è bisogno di un investigatore privato veramente in gamba e Lew Archer, nel poco tempo che ha avuto a disposizione, ha dimostrato di essere veramente l'uomo che serve. Nel frattempo Lew Archer ha scoperto dove Harriet e Bruce potrebbero essersi rifugiati. Per questo motivo Lew chiede aiuto ad Arnie Walters. Con lui e con i suoi collaboratori ottiene conferma dei suoi sospetti. È riuscito a ritrovare Harriet e Bruce in una casa in prossimità del lago Tahoe.
Arrivato al lago fa uno sconvolgente ritrovamento. Ritrova un cappellino simile a quello di Harriet che galleggia sul lago e sul cappellino ci trova macchie di sangue. Poi si dirige verso la casa dove si sospetta che Bruce si stia nascondendo. Arrivato alla casa ci trova il vero Damis, cioè il dottor Edmund Burke Damis. Il dottor Damis insegna storia dell'arte ed è stato l'insegnante di Bruce Campion. Lew Archer continua imperterrito a seguire le tracce di Bruce finché queste tracce lo portano alla casa della sorella di Bruce e li riesce a fermarlo e ad arrestarlo.
Nel frattempo la polizia ha fatto analizzare il sangue trovato sul cappellino. Corrisponde al gruppo di Harriet Blackwell. Fino ad ora Bruce Campion è sospettato di tre omicidi. Il primo è quello di sua moglie Dolly, il secondo è quello di Quincy Ralph Simpson ed il terzo è quello di Harriet Blackwell. L'agente Patrick Mungan confessa che Campion è sì accusato dell'omicidio di sua moglie e che è pure il maggior sospetto, ma che in realtà non esistono delle vere e proprie prove che lo possono inchiodare.
Intanto le indagini proseguono e grazie ad un'etichetta indelebile su una fodera di una giacca Lew Archer scopre la verità su questo strano e complicato caso di triplice omicidio o forse di quadruplice omicidio.

## Personaggi
- Lew Archer: investigatore privato
- Mark Blackwell: ex colonnello
- Pauline Hatchen: prima moglie di Mark Blackwell
- Isobel Blackwell: seconda moglie di Mark Blackwell
- Harriet Blackwell: figlia di Mark e della sua prima moglie
- Burke Damis: pittore e nuovo fidanzato di Harriet Blackwell
- Wesley Leonard: sergente della polizia di Citrus Junction
- Royal: capitano della squadra omicidi di San Matteo
- Patrick Mungan: agente di polizia di Luna Bay
- Fawn King: amica d'infanzia di Quincy Ralph Simpson
- Arnie Walters: investigatore privato ed amico di Lew Archer

## Edizioni in italiano
- Ross Macdonald, Il sangue non è acqua, collana Il Giallo Mondadori n. 773, Milano 1963
- Ross Macdonald, Il sangue non è acqua, traduzione di Vittoria Comucci, collana I Classici del Giallo Mondadori n. 437, Milano 1983
- Ross Macdonald, Il sangue non è acqua, traduzione di Vittoria Comucci, collana I Classici del Giallo Mondadori n. 729, Milano 1995